# مارکت‌اکسس
مارکت‌اکسس (انگلیسی: MarketAxess) شرکت خدمات مالی آمریکایی است، که در سال ۲۰۰۰ تأسیس شد.